# الإمبراطور هانزيه
الإمبراطور هانزيه (باليابانية: 反正天皇 هانزيه تينو) هو الإمبراطور الثامن عشر في اليابان حسب قائمة أباطرة اليابان. لا يوجد أي تواريخ محددة عن فترة حياته أو حكمه. ولكن يعتقد أن فترة حكمه كانت في أواخر القرن الخامس الميلادي.